# Славное 17 апреля
«Славное 17 апреля» (кхмер. ១៧មេសាមហាជោគជ័យ, Дап Прампи Меса Моха Тьёктьей) — государственный гимн Демократической Кампучии с января 1976 года по январь 1979 года — в период правления Красных кхмеров. Заменил собой гимн Кхмерской республики.
Название гимна отсылает к победе сил Национального единого фронта Кампучии 17 апреля 1975 года в сражении за столицу страны, Пномпень.
Официально провозглашён государственным гимном в статье 18 Конституции Демократической Кампучии, обнародованной 5 января 1976 года, но в «освобождённой зоне», вероятно, использовался и раньше. Существует предположение, что часть гимна была написана самими Красными кхмерами и/или даже непосредственно Пол Потом.
Сам Пол Пот в речи на праздновании 17-ти летия Коммунистической партии Кампучии 29 сентября 1977 года в образных выражениях назвал создателем гимна не «одного или двух композиторов», но весь народ Кампучии. Он связал рождение гимна с рождением Демократической Кампучии после 17 апреля 1975 года и объявил гимн достоянием всего её народа.
«Славное 17 апреля» оставалось государственным гимном до 7 января 1979 года, когда вторгшиеся на территорию Кампучии вьетнамские войска и примкнувшие к ним части ЕФНСК взяли Пномпень и отстранили от власти полпотовцев. Народная республика Кампучия отказалась от использования всей государственной символики старого режима и в том же году приняла новую, включая и новый гимн.
Впоследствии этот гимн использовался эмигрантским Коалиционным правительством Демократической Кампучии, в частности, во время визита Нородома Сианука и Кхиеу Сампхана в КНР в 1986 году.

## Текст гимна
| Оригинальный текст (кхм.) | Транскрипция | Перевод (рус.) |
| ឈាមក្រហមច្រាល ស្រោចសព៌ក្រុងវាល កម្ពុជាមាតុភូមិ ឈាមកម្មករ កសិករដ៏ឧត្តម ឈាមយុទ្ធជន យុទ្ធនារីបដិវត្តិ ។ ឈាមប្រែក្លាយជា កំហឹងខ្លាំងក្លា តសូមោះមុត ដប់ប្រាំពីរមេសា ក្រោមទង់បដិវត្តិ ឈាមរំដោះ អំពីភាពខ្ញុំគេ ។ ជយោ ! ជយោ ! ដប់ប្រាំពីរមេសាជោគជ័យ មហាអស្ចារ្យមានន័យធំធេង លើសសម័យអង្គរ ! យើងរួបរួមគ្នា កសាងកម្ពុជានឹងសង្គមថ្មីបវរ ប្រជាធិបតេយ្យ សមភាពនឹងយុតិធឞ៌ តាមមាគ៌឵ម្ចាស់ការ ឯករាជ្យរឹងមាំ ប្តេជ្ញាដាច់ខាត ការពារមាតុភូមិ ទឹកដីឧត្តម បដិវត្តដ៏រុងរឿង ជយោ ! ជយោ ! កម្ពុជាថ្មី ប្រជាធិបតេយ្យ សំបូរថ្កុមថ្កើង ប្តេជ្ញាជ្រោងគ្រវី ទង់បដិវត្តិក្រហមខ្ពស់ឡើង សាងមាតុភូមិយើង អោយចំរើនលោតផ្លោះ មហារុងរឿង មហាអស្ចារ្យ ! | Jhām kraham crāl scor srab kruṅ vāl Kampucheā mātubhūm jhām kammakar kasekar ṭa uttam jhām yuddhajan yuddhanari paṭivatt. Jhām prae klāy jā kaṃhiṅ khlāṃṅ klā ta ŝū moḥ mut ṭap' prāṃ bīr mesā krom daṅ' paṭivatt jhām raṃṭoḥ aṃ bī bhāb khñuṃ ge. Jăyo! Jăyo! Ṭap' prāṃ bīr mesā jog jay mahā ascāry mān năy dhaṃ dheṅ loes samăy aṅgar! Yoeṅ ruop ruom gnā ka sāṅ kambujā nịṅ saṅgam thmī pavar prajā dhipateyy samabhāb nịṅ yutti dharm tām mārgā mcās' kār ekarāj rịṅ māṃ ptejñā ṭāc' khāt kārbār mātubhūm dịk ṭī uttam paṭivatt ṭă ruṅ rīoeṅ! Jăyo! Jăyo! Jăyo! Kambujā thmī prajā dhipateyy saṃpūr thkuṃ thkoeṅ ptejñā jroṅ gravī daṅ' paṭivatt kraham khbas' ḷoeṅ sāṅ mātubhūm yoeṅ oy caṃroen lot phloḥ mahā ruṅ rīoeṅ mahā ascāry! | Ярко-красная кровь была пролита по городам, И над равниной Кампучии, нашей Родины, Кровь наших добрых рабочих и крестьян И наших ревкомбатантов, и женщин, и мужчин. Их кровь зажгла суровый гнев и мужество, Борьбу вести с великим героизмом. В 17 апреля день, под революционным знаменем, Их кровь освободила нас из рабства состояния. Да здравствует великий 17-го апреля день! И эта великая победа куда как больше значит, Чем Ангкора период! Мы объединяем народ, Чтобы построить Кампучию с новым и лучшим обществом, Демократическим, равноправным и справедливым. Мы следуем путём по твёрдой основе независимости. И мы даём залог защиты нашей Родины, Чудесных наших территорий, прекрасной нашей революции! Да здравствует новая Кампучия, Прекрасная, демократическая страна изобилия! Мы гарантируем подъём и волны Красного Знамени Революции. И мы должны сделать нашу Родину процветающей вслед за другими, Прекрасной, чудесной! |